# Les Vallées de la Vanne
Les Vallées de la Vanne  est, depuis le 1er janvier 2016, une commune nouvelle française située dans le département de l'Yonne, en région Bourgogne-Franche-Comté.

## Géographie

### Climat
Pour des articles plus généraux, voir Climat de la Bourgogne-Franche-Comté et Climat de l'Yonne.
En 2010, le climat de la commune est de type climat océanique dégradé des plaines du Centre et du Nord, selon une étude du Centre national de la recherche scientifique s'appuyant sur une série de données couvrant la période 1971-2000. En 2020, Météo-France publie une typologie des climats de la France métropolitaine dans laquelle la commune est exposée à un climat océanique altéré et est dans la région climatique Nord-est du bassin Parisien, caractérisée par un ensoleillement médiocre, une pluviométrie moyenne régulièrement répartie au cours de l’année et un hiver froid (3 °C).
Pour la période 1971-2000, la température annuelle moyenne est de 11 °C, avec une amplitude thermique annuelle de 15,5 °C. Le cumul annuel moyen de précipitations est de 732 mm, avec 11,9 jours de précipitations en janvier et 7,7 jours en juillet. Pour la période 1991-2020, la température moyenne annuelle observée sur la station météorologique de Météo-France la plus proche, « Sens », sur la commune de Sens à 11 km à vol d'oiseau, est de 11,9 °C et le cumul annuel moyen de précipitations est de 644,7 mm. 
La température maximale relevée sur cette station est de 42,4 °C, atteinte le 25 juillet 2019 ; la température minimale est de −22,6 °C, atteinte le 14 février 1956,,.
Les paramètres climatiques de la commune ont été estimés pour le milieu du siècle (2041-2070) selon différents scénarios d'émission de gaz à effet de serre à partir des nouvelles projections climatiques de référence DRIAS-2020. Ils sont consultables sur un site dédié publié par Météo-France en novembre 2022.

## Urbanisme

### Typologie
Au 1er janvier 2024, Les Vallées de la Vanne est catégorisée commune rurale à habitat dispersé, selon la nouvelle grille communale de densité à sept niveaux définie par l'Insee en 2022.
Elle est située hors unité urbaine. Par ailleurs la commune fait partie de l'aire d'attraction de Sens, dont elle est une commune de la couronne,. Cette aire, qui regroupe 65 communes, est catégorisée dans les aires de 50 000 à moins de 200 000 habitants,.

## Histoire
Créée par un arrêté préfectoral du 15 décembre 2015, elle est issue du regroupement des trois communes de Chigy, Theil-sur-Vanne et Vareilles qui deviennent des communes déléguées. Son chef-lieu est fixé à Theil-sur-Vanne.

## Politique et administration

### Liste des maires
| Période     | Période  | Identité        | Étiquette | Qualité  |
| ----------- | -------- | --------------- | --------- | -------- |
| 2016        | 2020     | Bernard Romieux |           | Retraité |
| 18 mai 2020 | En cours | Luc Maudet      |           |          |

Jusqu'aux prochaines élections municipales de 2020, le conseil municipal de la nouvelle commune est constitué de l'ensemble des conseillers municipaux des anciennes communes. Un nouveau maire a été élu début 2016. Les maires actuels des communes deviennent maires délégués de chacune des anciennes communes.

### Communes déléguées
| Nom                     | Code Insee | Intercommunalité                 | Superficie (km2) | Population (dernière pop. légale) | Densité (hab./km2) |
| ----------------------- | ---------- | -------------------------------- | ---------------- | --------------------------------- | ------------------ |
| Theil-sur-Vanne (siège) | 89411      | CC de la Vanne et du Pays d'Othe | 11,55            | 511 (2013)                        | 44                 |
| Chigy                   | 89107      | CC de la Vanne et du Pays d'Othe | 11,76            | 315 (2013)                        | 27                 |
| Vareilles               | 89429      | CC de la Vanne et du Pays d'Othe | 10,41            | 238 (2013)                        | 23                 |

## Démographie
L'évolution du nombre d'habitants est connue à travers les recensements de la population effectués dans la commune depuis sa création.

En 2022, la commune comptait 1 012 habitants, en évolution de −7,33 % par rapport à 2016 (Yonne : −1,95 %, France hors Mayotte : +2,11 %).
| 2014  | 2019  | 2022  |
| ----- | ----- | ----- |
| 1 079 | 1 038 | 1 012 |